# Кирога, Родриго де
Родриго де Кирога Лопес де Ульоа (исп. Rodrigo de Quiroga López de Ulloa, 1512 — 20 февраля 1580) — испанский конкистадор, губернатор Чили.

## Детство
Родриго де Кирога родился около 1512 года в Галисии; его родителями были Эрнандо Камба де Кирога и Мария Лопес де Ульоа. В возрасте 12 лет он поступил на службу к графине Лемос.

## Жизнь в Чили
В 1535 году прибыл в Перу, чтобы под командованием Диего де Рохаса участвовать в завоевании региона Гран-Чако. Затем в 1540 году из Тарихи вместе с пятьюдесятью другими воинами, бывшими во времена Кандии, они отправились в Атакаму для участия в завоевании Чили под предводительством Франсиско де Агирре вместе с Педро де Вальдивией.
Начиная с 1548 года Родриго де Кирога занимал важные посты в администрации Сантьяго, трижды был мэром города. 
25 декабря 1553 года Педро де Вальдивия погиб в сражении при Тукапеле. В завещании, вскрытом после его смерти, в качестве его преемника на посту губернатора Чили на первом месте был указан Херонимо де Альдерете, на втором — Франсиско де Агирре, на третьем — Франсиско де Вильягра. Альдерете в это время находился в Испании, Агирре — завоёвывал Тукуман, поэтому южные города провозгласили губернатором Вильягру; в Сантьяго же, где про завещание Вальдивии было неизвестно, губернатором провозгласил себя Родриго де Кирога. По возвращении в Сантьяго Франсиско де Вильягра вынудил Кирогу оставить пост.

## Губернаторства
В 1565 году вице-король Лопе Гарсия де Кастро отправил из Перу отряд войск под командованием Херонимо де Кастильи, чтобы сместить губернатора Педро де Вильягру и поставить на его место Родриго де Кирога. Видя, что он слишком слаб, чтобы отстоять свой титул, Вильягра передал полномочия Кироге и отправился в Перу.
Первое официальное губернаторство Кироги оказалось отмеченным постоянными стычками с индейцами. Он начал новую кампанию против индейцев, отправив Лоренсо Берналь дель Меркадо. Он построил форты в Лебу и Киапо, отстроил Каньете и вновь заселил Арауко в 1566 году. Лейтенант-губернатор Мартин Руис де Гамбоа был отправлен им на завоевание острова Чилоэ и основал там город Кастро. Однако Королевская аудиенсия Сантьяго сместила его, и некоторое время он жил частной жизнью.
В 1575 году в результате спора между Королевской аудиенсией и губернатором Мельчором Браво де Саравией он вновь возглавил Королевство Чили. Его второе губернаторство было ещё более бурным: помимо продолжавшейся Арауканской войны происходили вторжения пиратов, два землетрясения (в 1575 году) и спор с епископом Сан-Михеля, поставивший его перед угрозой отлучения от церкви.

## Личная жизнь
Родриго женился в 1549 году на знаменитой любовнице Педро де Вальдивии Инес де Суарес, когда вице-король Перу приказал тому прервать скандальные отношения под угрозой отлучения от церкви.

## Окончание жизни
Смертельно больной Кирога в 1580 году передал губернаторство своему зятю Мартину Руису де Гамбоа, а сам, прикованный к постели, посвятил себя духовным вопросам, будучи окружённым монахами из монастырей, которым он во время своей жизни отправлял щедрые пожертвования. Он тихо скончался 25 февраля 1580 года. Его жена, Инес де Суарес, умерла в том же году.